# Museo Taminango
Das Museo Taminango ist ein Handwerksmuseum in Pasto.
Das Museum wurde 1989 gegründet. Es umfasst die Casona Taminango, ein Herrenhaus aus dem 17. Jahrhundert. Die Casona wurde 1971 kolumbianisches Nationaldenkmal. Im Museum ist hauptsächlich regionales Handwerk und dazugehöriges technisches Gerät ausgestellt. Das Gebäude gilt als das „älteste erhaltene zweistöckige Haus in Kolumbien“.

## Galerie

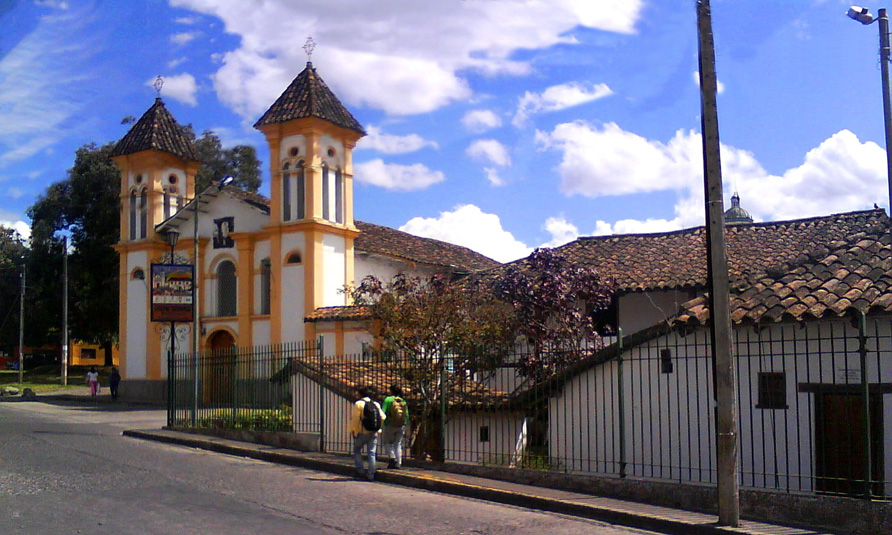
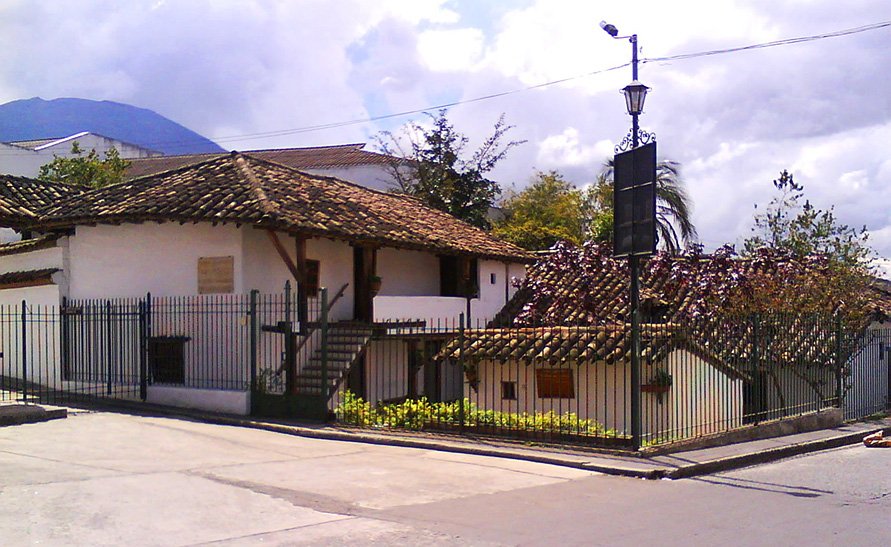
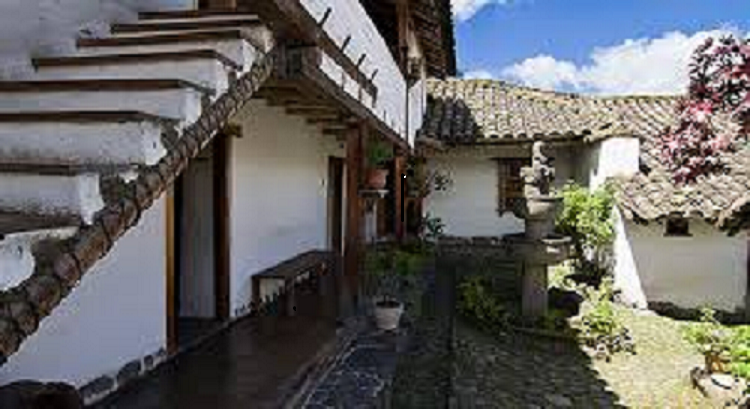
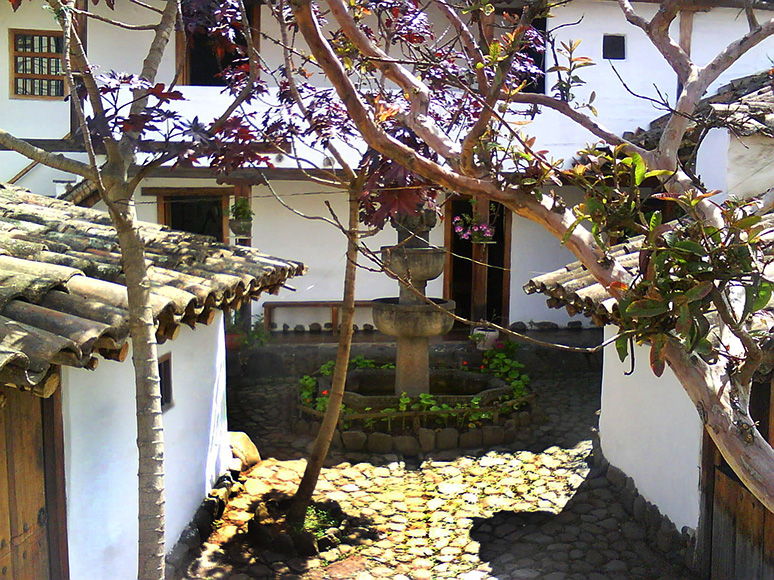